# Karin Moor
Karin Moor (11 de diciembre de 1986) es una deportista suiza que compitió en ciclismo en la modalidad de trials, ganadora de 11 medallas en el Campeonato Mundial de Ciclismo de Montaña entre los años 2001 y 2011, y 6 medallas en el Campeonato Europeo de Ciclismo de Montaña entre los años 2006 y 2011.

## Palmarés internacional
| Campeonato Mundial | Campeonato Mundial          | Campeonato Mundial | Campeonato Mundial |
| Año                | Lugar                       | Medalla            | Competición        |
| ------------------ | --------------------------- | ------------------ | ------------------ |
| 2001               | Vail ( Estados Unidos)      | Medalla de oro     | Trials 20″/26″     |
| 2002               | Kaprun ( Austria)           | Medalla de oro     | Trials 20″/26″     |
| 2003               | Lugano ( Suiza)             | Medalla de oro     | Trials 20″/26″     |
| 2004               | Les Gets ( Francia)         | Medalla de oro     | Trials 20″/26″     |
| 2005               | Livigno ( Italia)           | Medalla de oro     | Trials 20″/26″     |
| 2006               | Rotorua ( Nueva Zelanda)    | Medalla de oro     | Trials 20″/26″     |
| 2007               | Fort William ( Reino Unido) | Medalla de oro     | Trials 20″/26″     |
| 2008               | Val di Sole ( Italia)       | Medalla de plata   | Trials 20″/26″     |
| 2009               | Camberra ( Australia)       | Medalla de oro     | Trials 20″/26″     |
| 2010               | Mont-Sainte-Anne ( Canadá)  | Medalla de plata   | Trials 20″/26″     |
| 2011               | Champéry ( Suiza)           | Medalla de oro     | Trials 20″/26″     |
| Campeonato Europeo |                             |                    |                    |
| Año                | Lugar                       | Medalla            | Competición        |
| 2006               | Colonia ( Alemania)         | Medalla de plata   | Trials 20″/26″     |
| 2007               | Wałbrzych ( Polonia)        | Medalla de plata   | Trials 20″/26″     |
| 2008               | Heubach ( Alemania)         | Medalla de oro     | Trials 20″/26″     |
| 2009               | Zoetermeer ( Países Bajos)  | Medalla de oro     | Trials 20″/26″     |
| 2010               | Melsungen ( Alemania)       | Medalla de oro     | Trials 20″/26″     |
| 2011               | Biella ( Italia)            | Medalla de oro     | Trials 20″/26″     |